# La Restinga
La Restinga est la principale station balnéaire et le principal port de pêche de l'île d'El Hierro dans l'archipel des îles Canaries. Elle fait partie de la commune d'El Pinar de El Hierro.

## Situation
La station se situe à la pointe sud de l'île et fait partie de la commune d'El Pinar de El Hierro.
Elle est la localité la plus méridionale de l'île d'El Hierro, des Îles Canaries et d'Espagne et se trouve à 30 km de Valverde, la capitale de l'île.

## Tourisme
La Restinga est surtout réputée pour ses centres de plongées. Plusieurs restaurants, cafés, hôtels et appartements à louer se trouvent dans la localité. Deux petites plages de sable noir voisines jouxtent le port de pêche et de plaisance aux barques et bateaux colorés.

### Aire protégée
- Réserve marine de La Restinga-Mar de Las Calmas

## Éruption volcanique
Le 11 octobre 2011, toute la population de la localité est évacuée à cause d'une éruption volcanique proche de la côte. Les jours suivants, l'éruption se confirme par plusieurs apparitions de magma à une distance comprise entre 2,4 km et 3 km de la côte,.

## Démographie
| 2000 | 2001 | 2002 | 2003 | 2004 | 2005 | 2006 | 2007 | 2008 | 2009 | 2010 | 2011 | 2012 |
| ---- | ---- | ---- | ---- | ---- | ---- | ---- | ---- | ---- | ---- | ---- | ---- | ---- |
| 443  | 466  | 484  | 490  | 481  | 523  | 535  | 541  | 568  | 568  | 547  | 547  | 564  |